# 穆卡拉
穆卡拉 (英語：Al Mukalla，阿拉伯語： Al Mukallā) 是也门的一个主要亚丁湾沿岸的海港城市，距离阿拉伯海比较近，位于亚丁以东480公里。它是哈德拉毛省的首府，2021年人口有56万。重要港口。有鱼罐头、制革、木船、榨油等工厂。城市的海滨浴场是著名的旅游景点。
附近有里揚機場。

## 教育
哈德拉毛大学的医学院位于该市。

## 图片

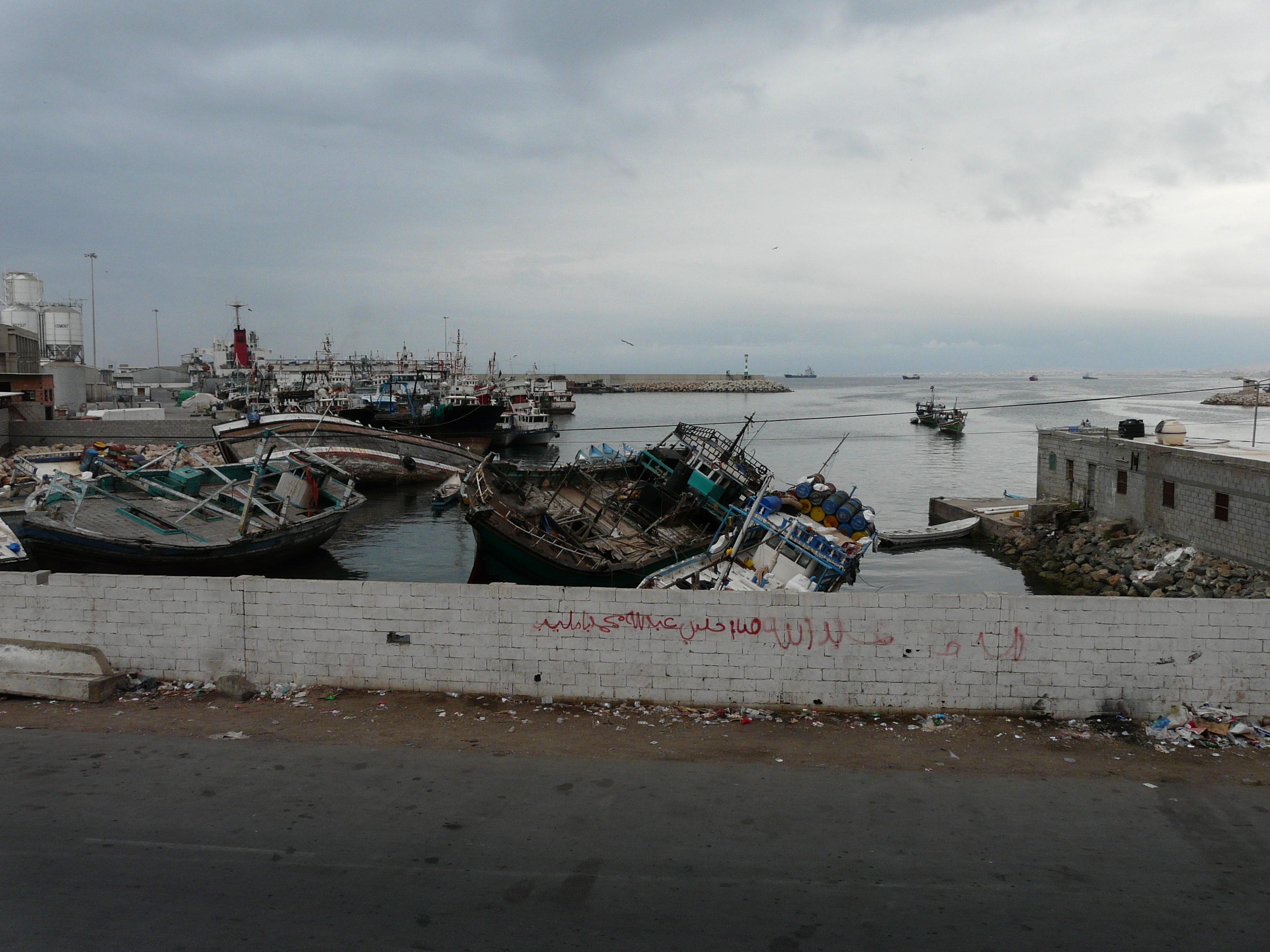
港口
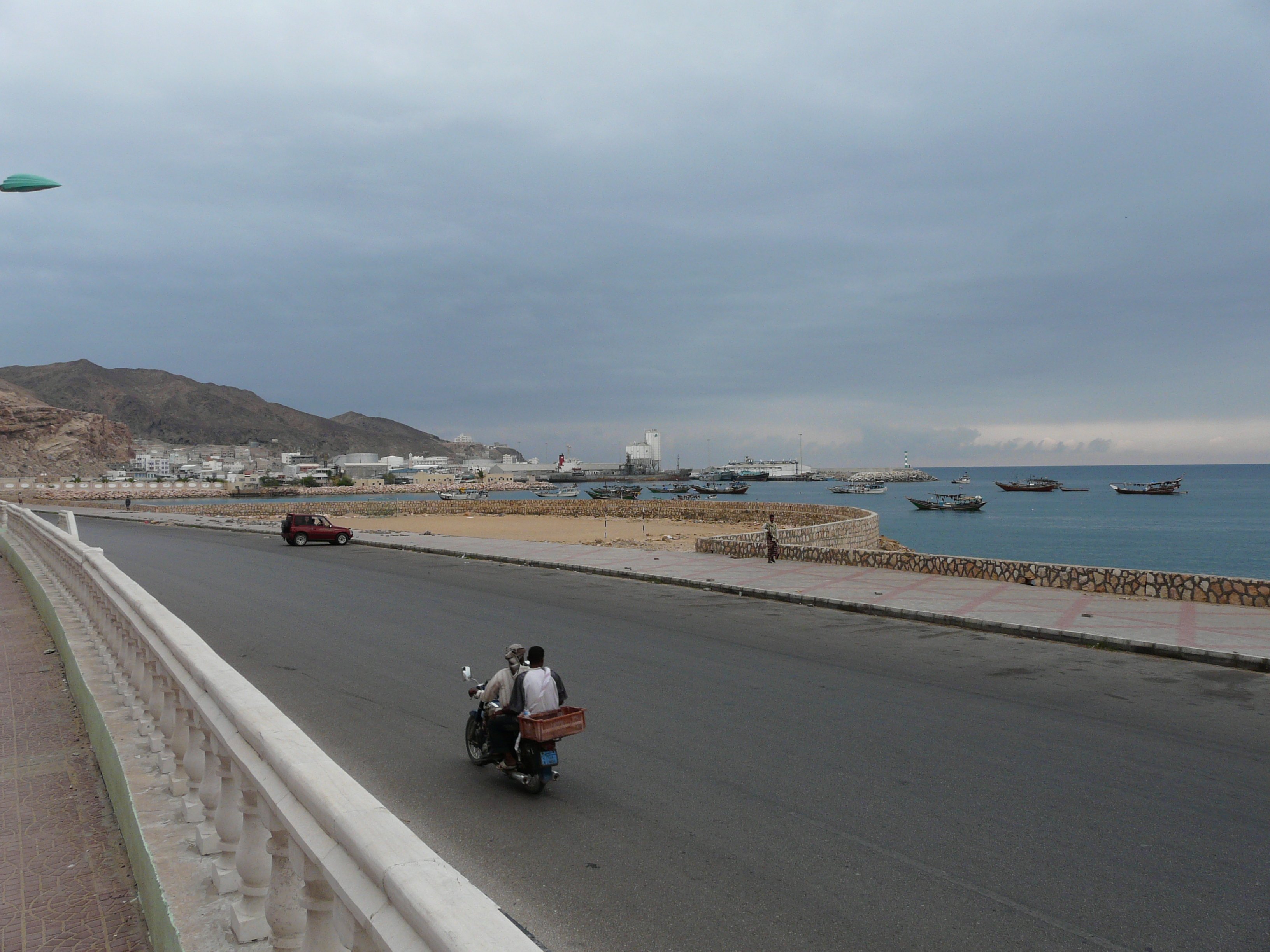
港口
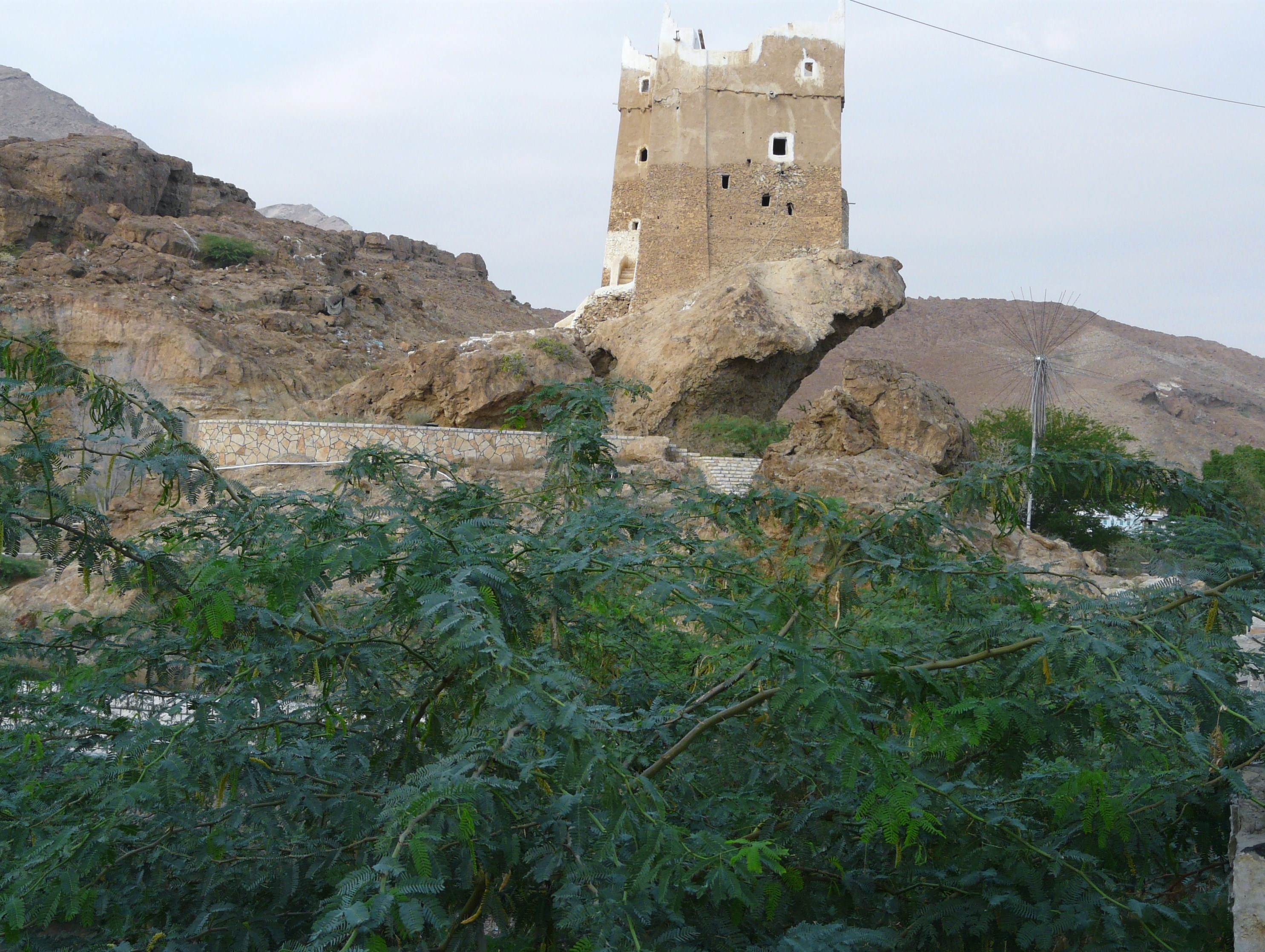
Al-Ghwayzi堡垒
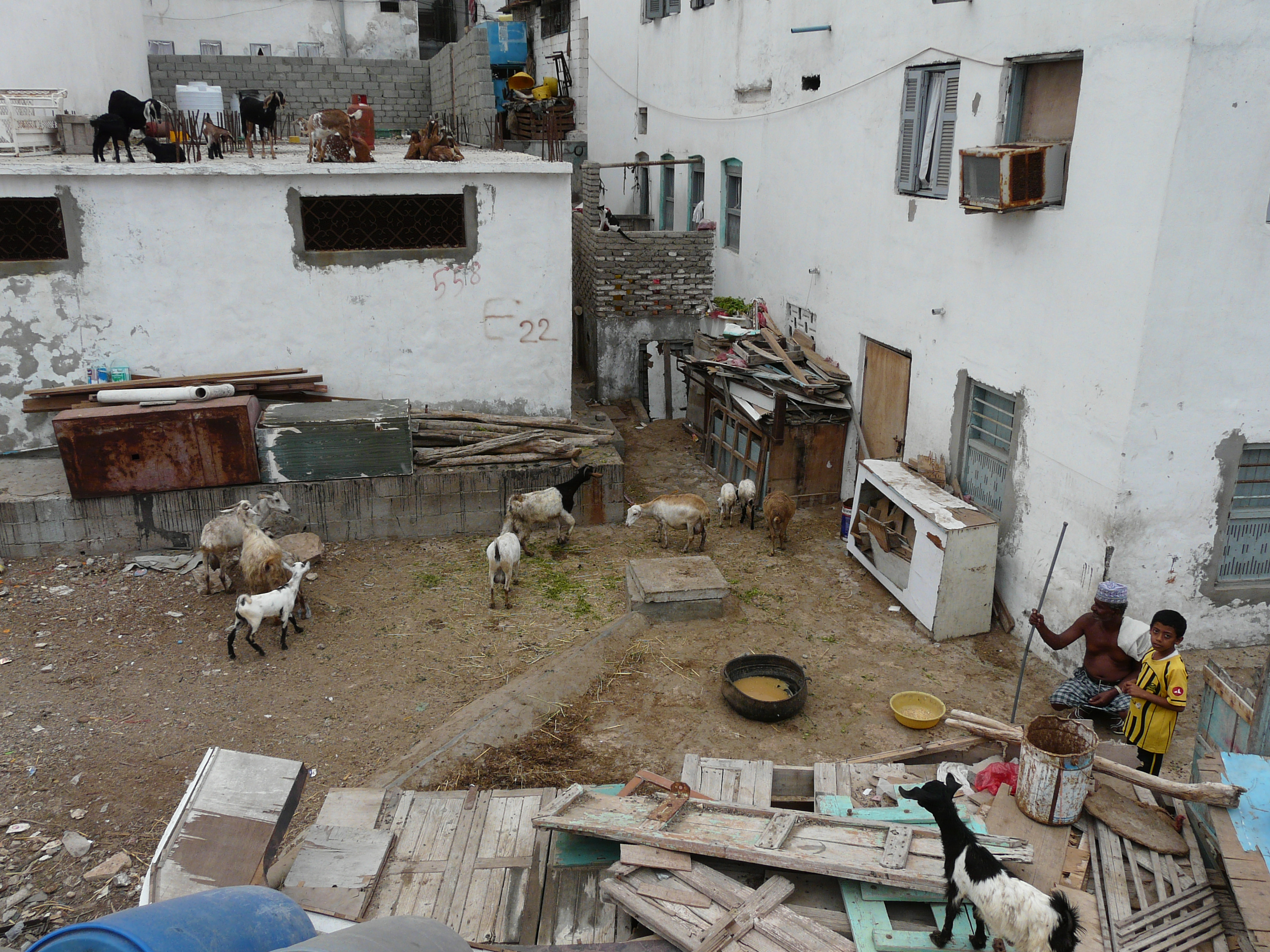
旧城
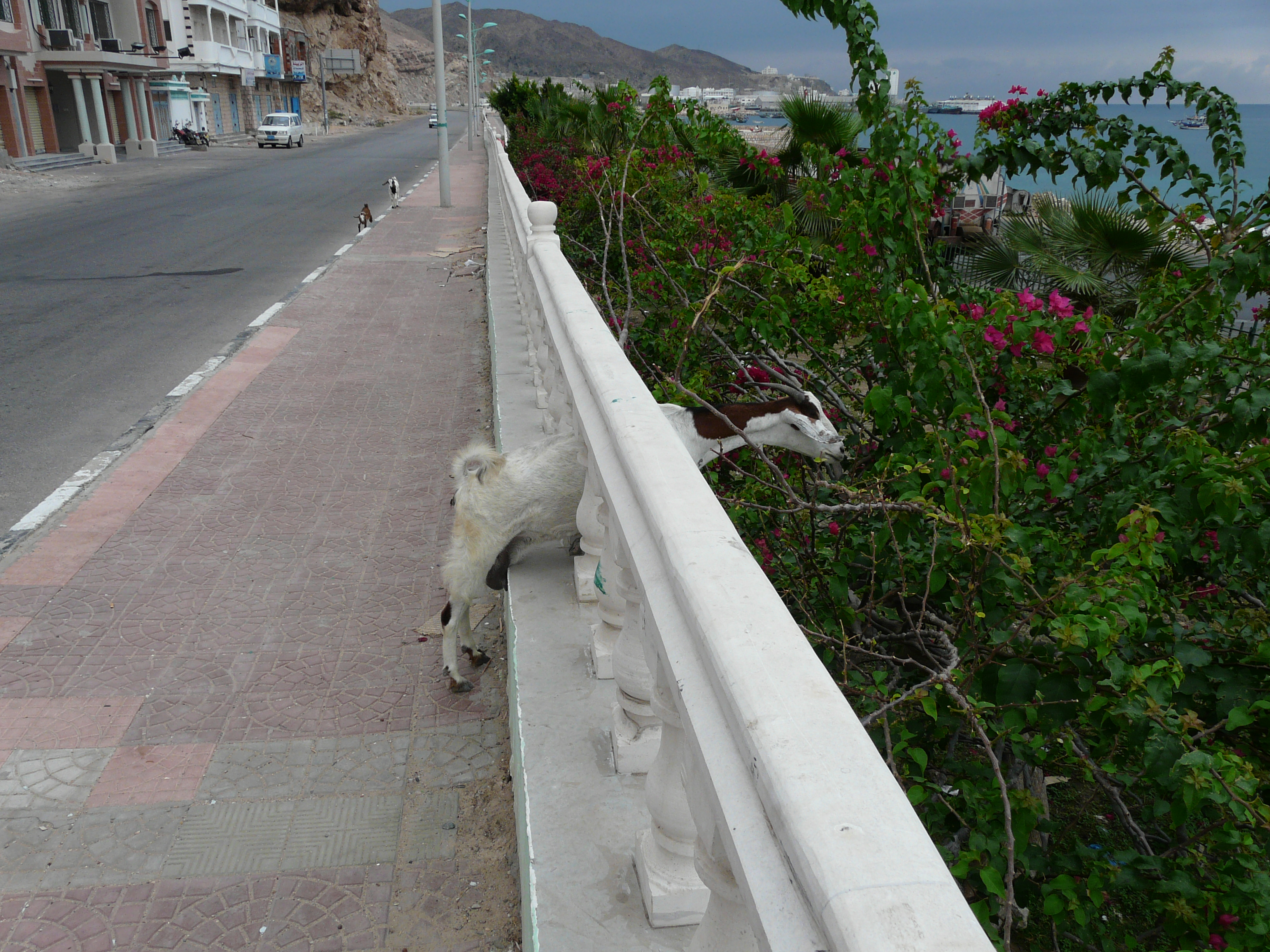
山羊
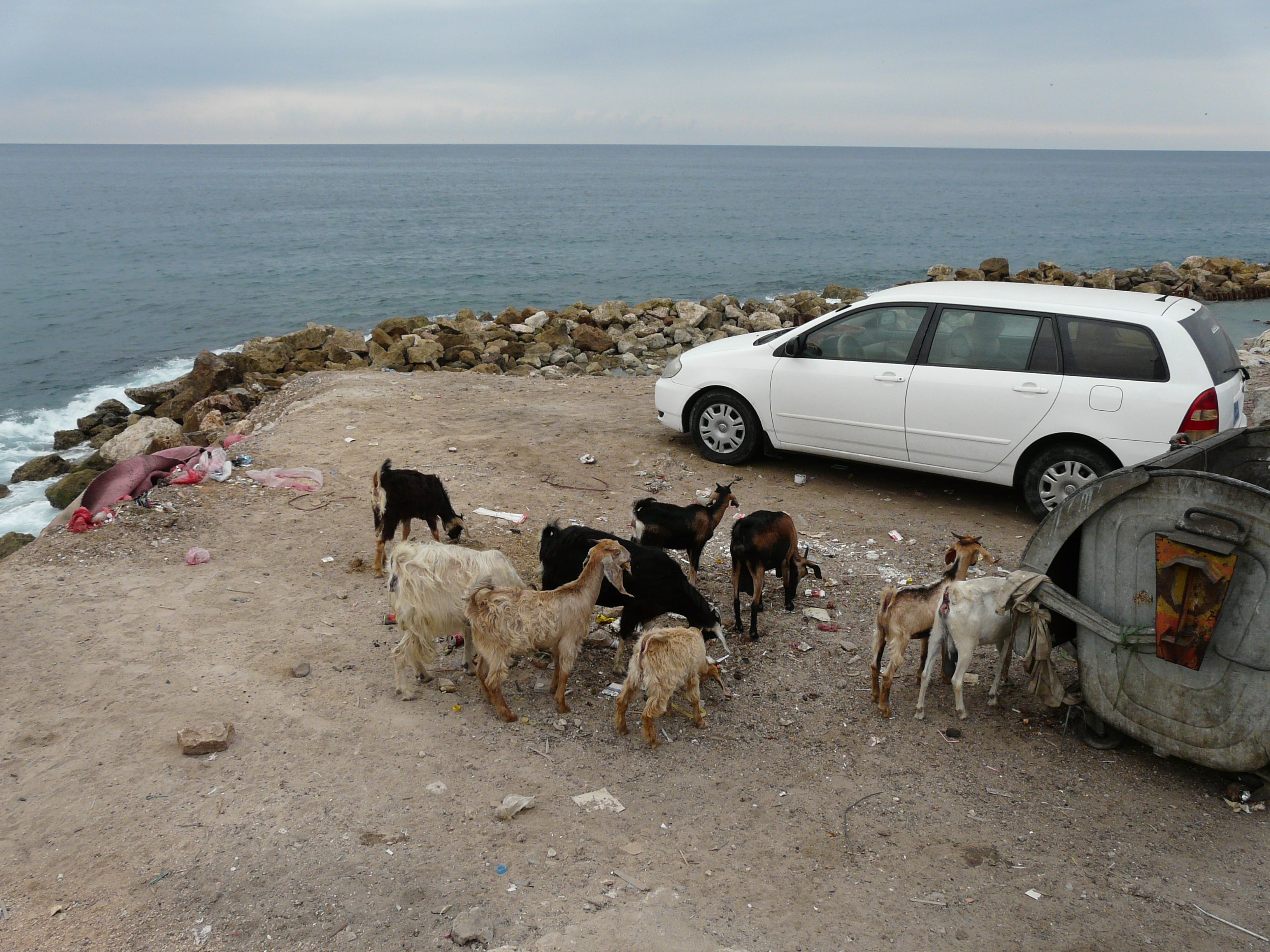
旧城
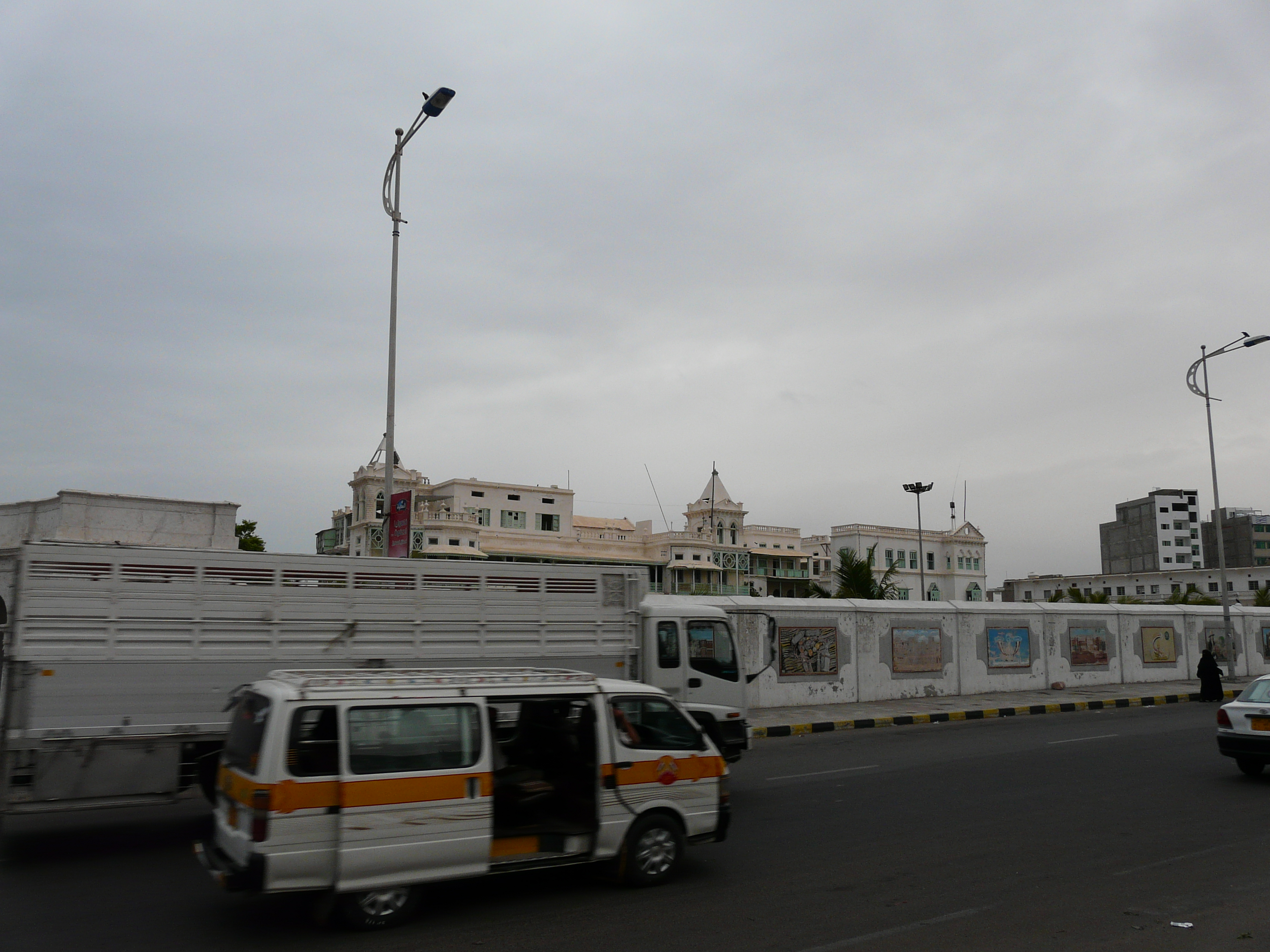
Quaiti宫
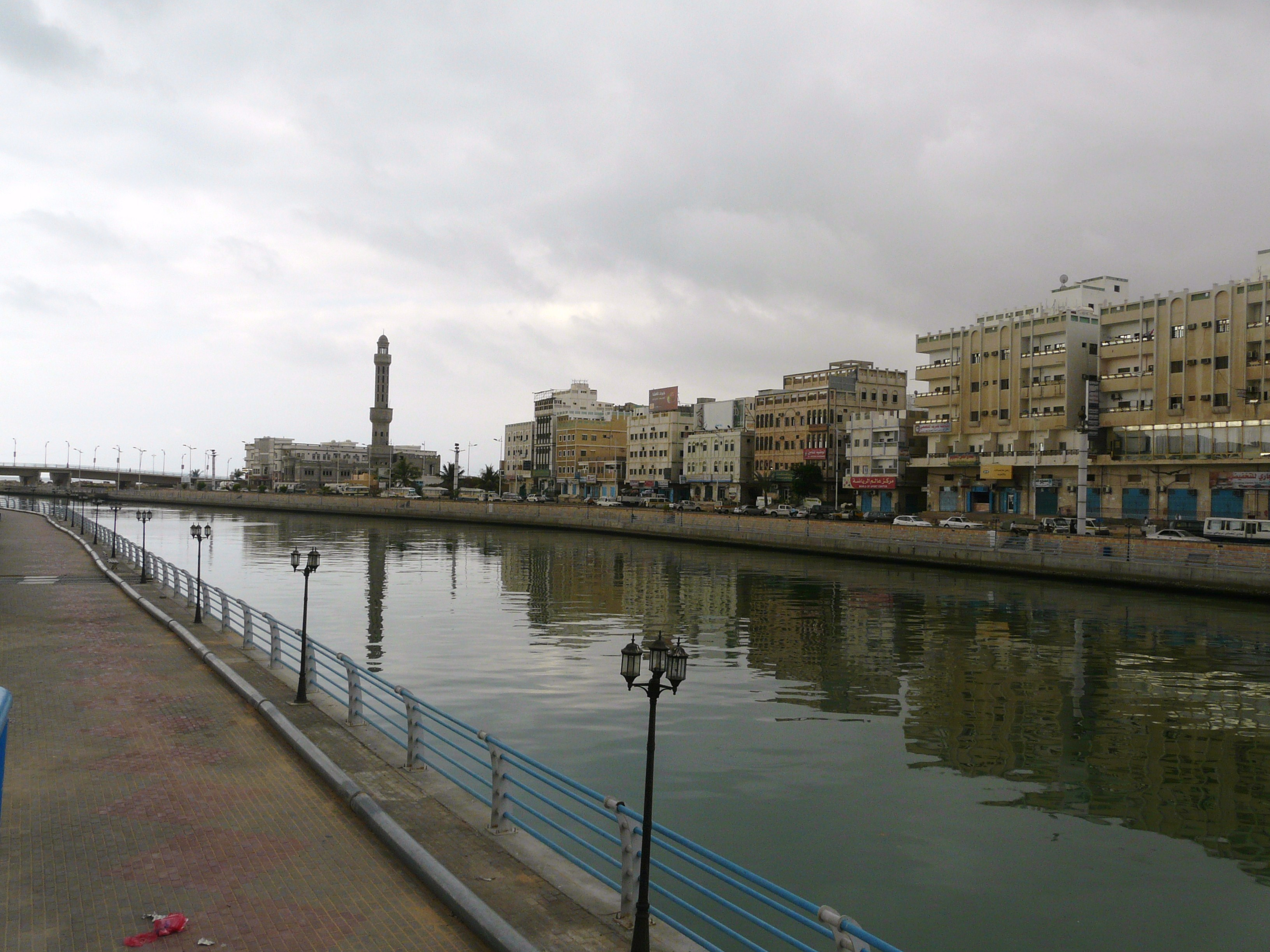
河湾处的新城
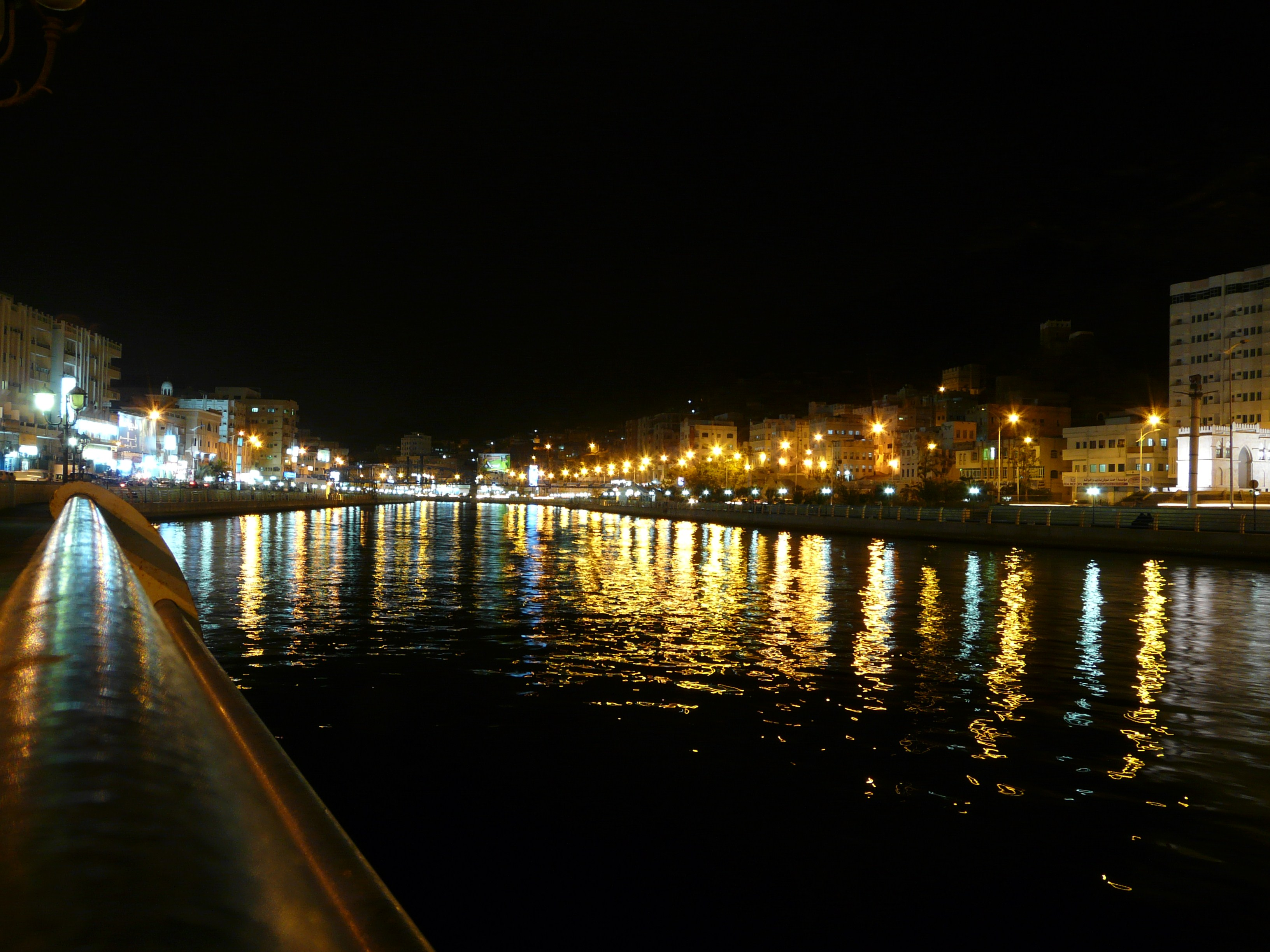
河湾处的新城夜景
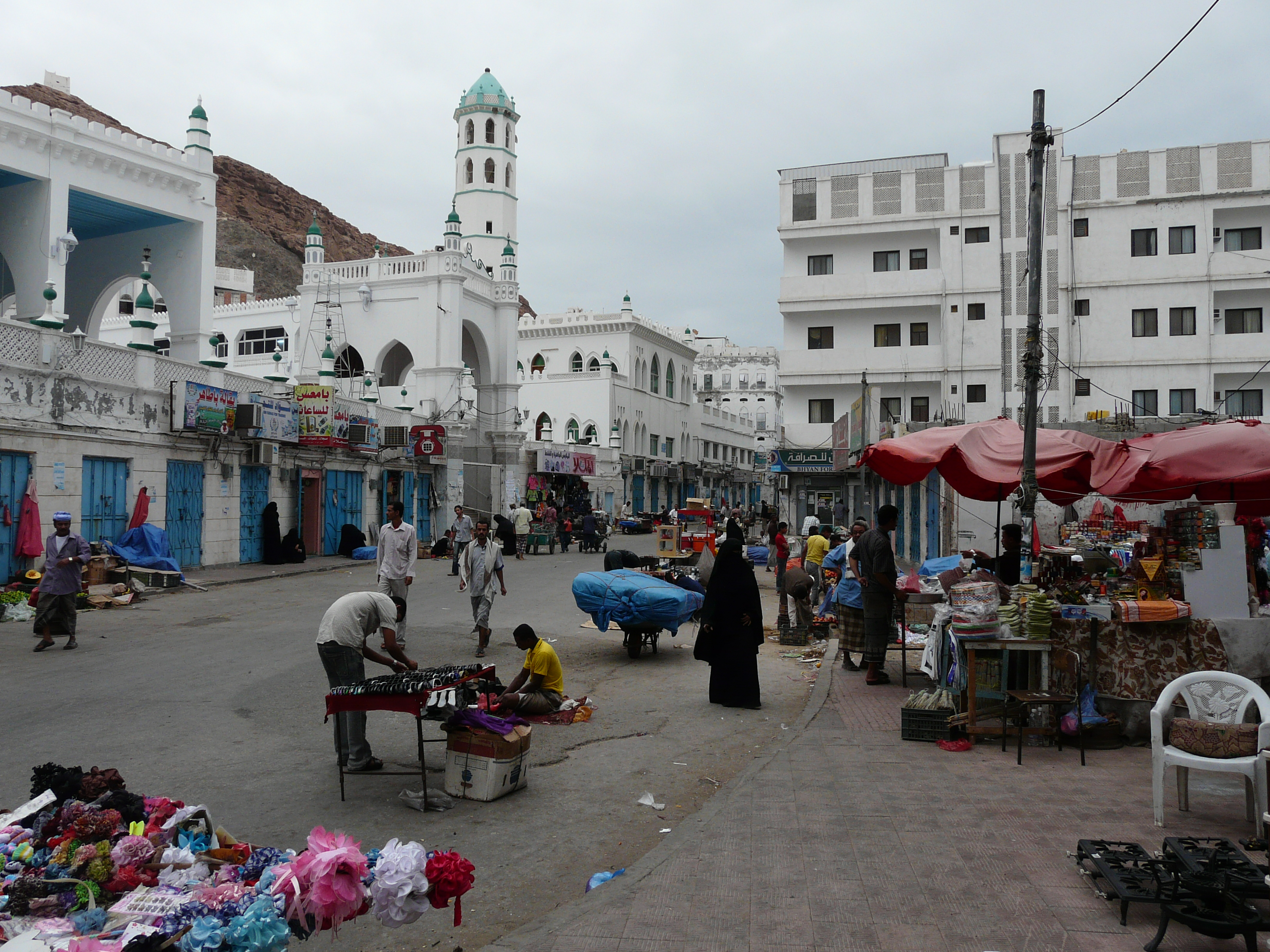
旧城清真寺前面的贸易广场
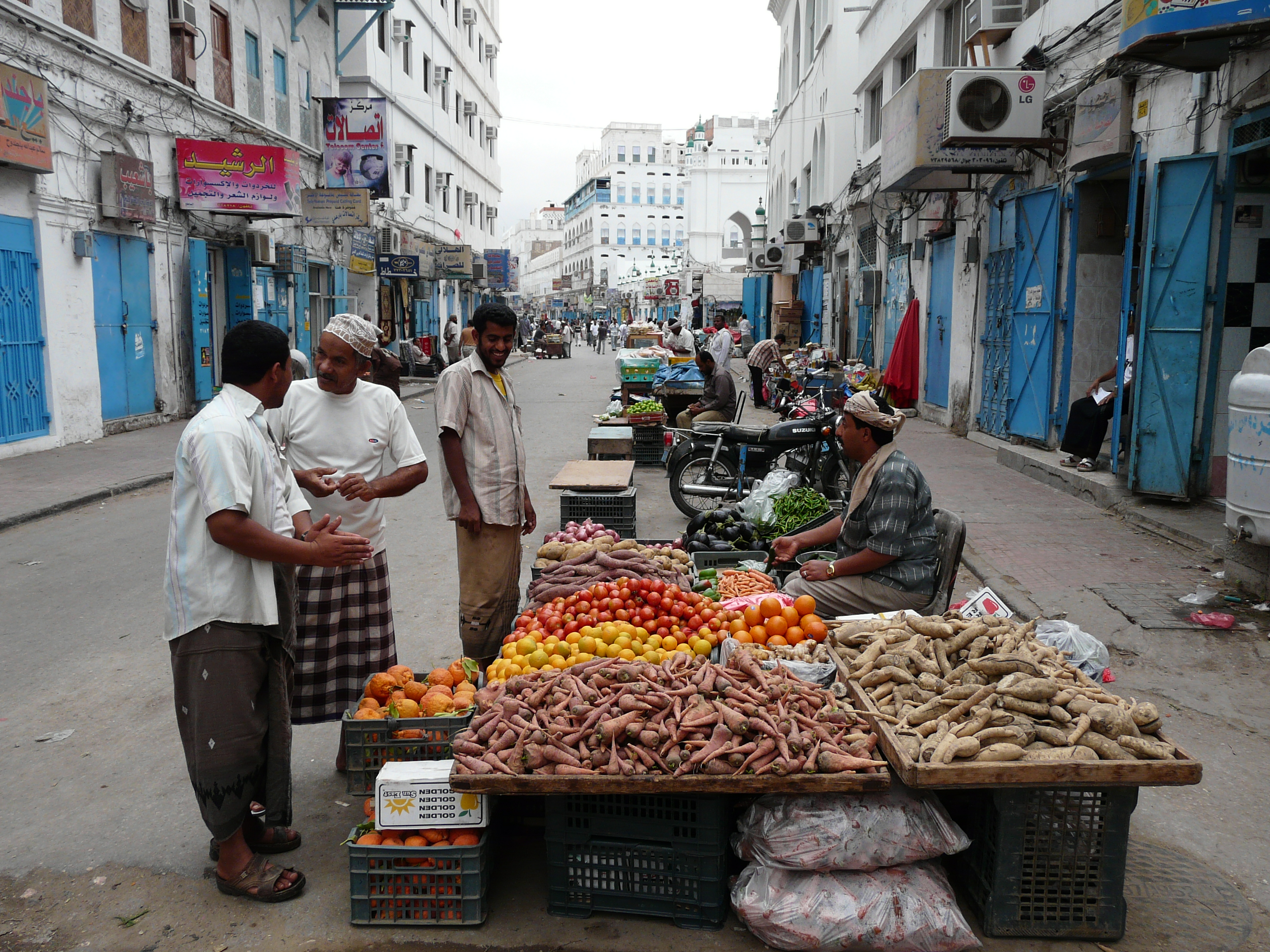
Trading on the street in Old City of Al Mukalla.
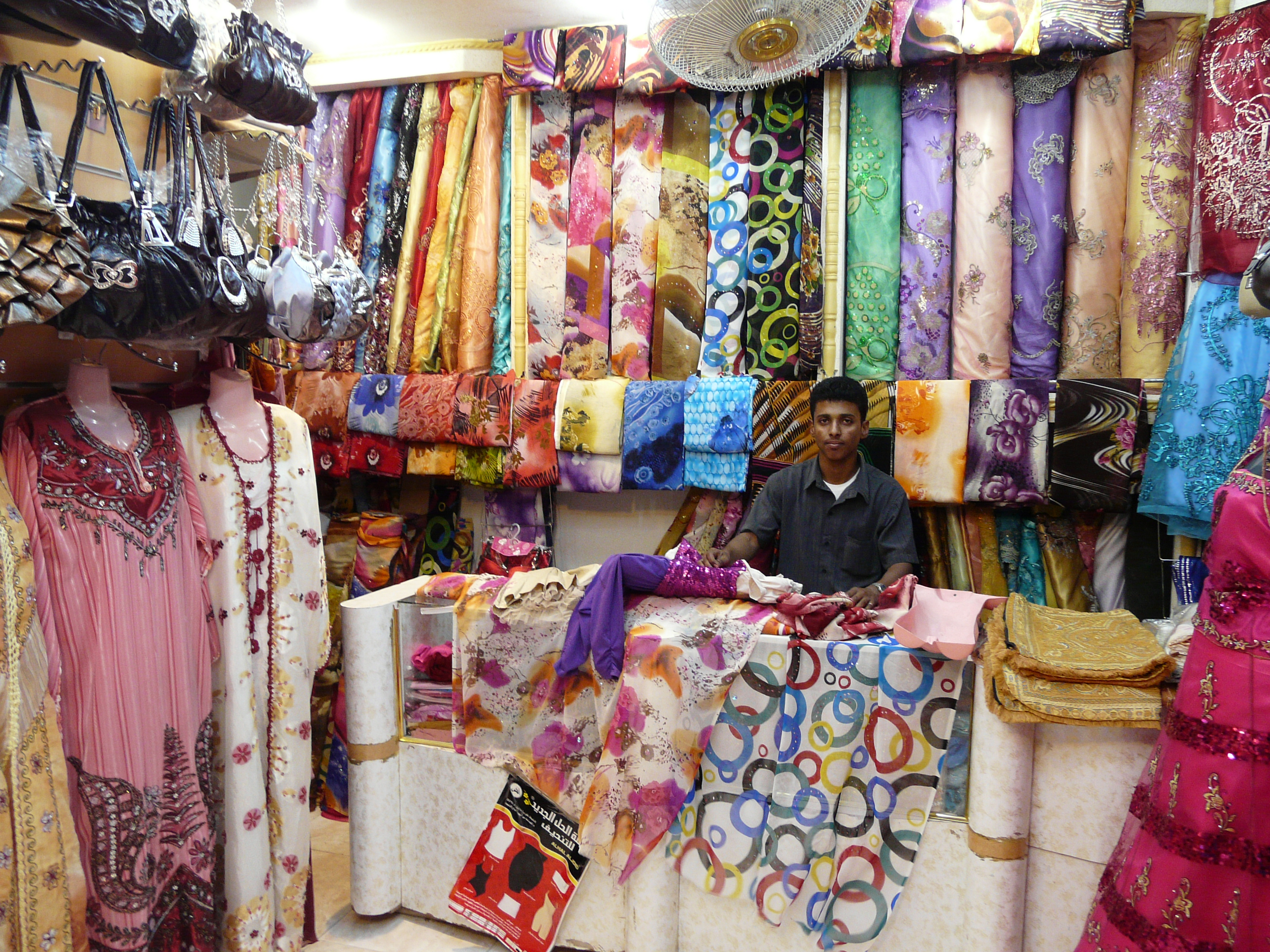
旧城的衣料商店
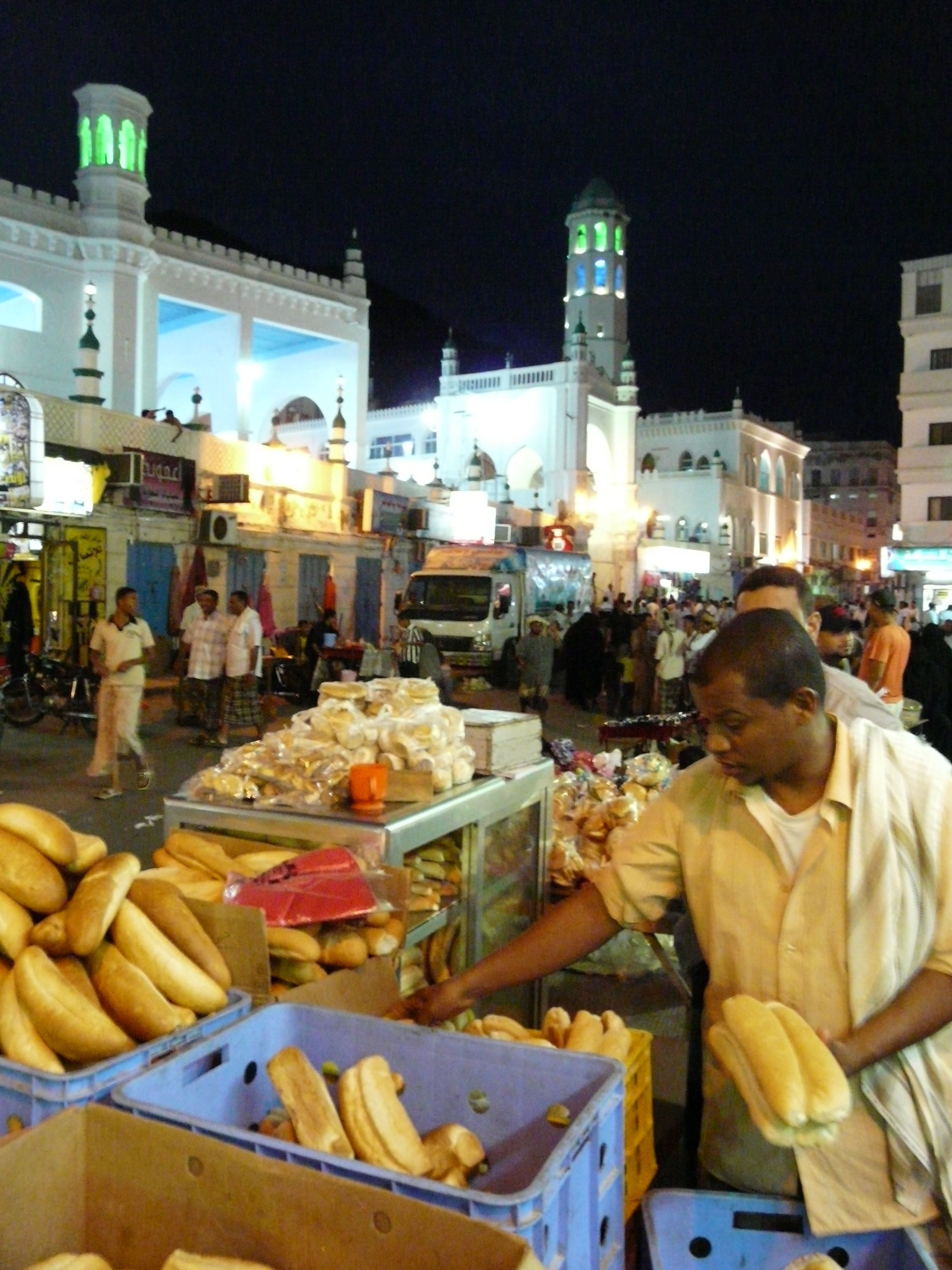
旧城的市场